# جون إي. روني
جون إي. روني (بالإنجليزية: John E. Rooney)‏ هو سياسي أمريكي، ولد في 23 أبريل 1939. حزبياً، نشط في الحزب الجمهوري. وقد انتخب عضو جمعية نيوجيرسي العامة.